# Brian Roberts
Pour les articles homonymes, voir Roberts.
Brian Michael Roberts (né le 9 octobre 1977 à Durham, Caroline du Nord, États-Unis) est un ancien joueur de deuxième but des Ligues majeures de baseball. Il joue de 2001 à 2013 pour les Orioles de Baltimore et brièvement en 2014 pour les Yankees de New York. Comme membre des Orioles, Roberts a honoré des sélections au match des étoiles en 2005 et 2007.

## Carrière

### Orioles de Baltimore
Après des études secondaires à la Chapel Hill High School de Chapel Hill (Caroline du Nord), Brian Roberts suit des études supérieures à l'université de Caroline du Sud et à l'université de Caroline du Nord.
Il est repêché le 2 juin 1999 au premier tour de sélection (50e choix) par les Orioles de Baltimore.
Il passe deux saisons en ligues mineures avant d'effectuer ses débuts en Ligue majeure le 14 juin 2001.
Roberts prend part au match des étoiles de la Ligue majeure de baseball en 2005 et 2007 et mène la Ligue américaine pour les doubles en 2004 et pour les buts volés en 2007.
Le 21 septembre 2008, lors de la défaite des Orioles contre les Yankees de New York, Roberts est le dernier joueur retiré dans l'histoire du légendaire Yankee Stadium.
En février 2009, il signe une prolongation de contrat de quatre ans pour 40 millions de dollars avec les Orioles, qui devrait lui permettre de demeurer avec l'équipe jusqu'en 2014. Il mène le baseball majeur pour le nombre de doubles (56) pendant la saison 2009. Il claque 16 circuits, établit son record personnel de points produits (79) en une année et frappe pour ,283 de moyenne au bâton. Avec 110 points marqués, il est aussi 3e de la Ligue américaine derrière Dustin Pedroia et Chone Figgins. Il se classe dans le top 10 de cette ligue pour les coups sûrs de plus d'un but (73) et les buts volés (30).
Ennuyé par des maux de dos, il ne joue que 59 parties en 2010. Mais un geste inusité en fin de saison est lourd de conséquences : le 27 septembre 2010, après avoir été retiré sur des prises par Joaquín Benoit des Rays de Tampa Bay, Roberts s'assène un coup sur le casque protecteur avec son bâton. Souffrant d'une commotion cérébrale, il rate les 6 dernières parties de l'année. Il amorce la saison 2011 avec les Orioles mais ne joue plus après le 16 mai alors qu'il subit une autre commotion cérébrale après une glissade tête première au premier but. Il rate 123 des 162 matchs des Orioles en 2011.
Roberts ne prend part qu'à 17 matchs des Orioles en 2012 et rate les séries éliminatoires auxquelles la franchise prend part pour la première fois en 15 ans.
Le 4 avril 2013, au troisième match de la nouvelle saison des Orioles, Roberts se blesse au tendon du genou droit en volant le deuxième but contre les Rays de Tampa Bay. Il revient au jeu et dispute 77 matchs des Orioles, son plus haut total en une saison depuis 2009. Il réussit 8 circuits et produit 39 points pour aller avec sa moyenne au bâton de ,249.

### Yankees de New York
Le 14 janvier 2014, Roberts signe un contrat d'un an à deux millions de dollars avec les Yankees de New York. Il a la lourde tâche de chausser les souliers de Robinson Canó, le joueur de deuxième but étoile des Yankees qui, devenu agent libre, a quitté pour signer chez les Mariners de Seattle l'hiver précédent. En 91 matchs des Yankees, Roberts frappe pour ,237 avec 5 circuits et 21 points produits. Ses performances sont jugées insatisfaisantes et il est libéré par l'équipe lorsque celle-ci fait l'acquisition, le 31 juillet 2014, de l'arrêt-court Stephen Drew et annonce son intention de lui confier le deuxième coussin pour le reste de l'année.

### Palmarès
En octobre 2014, Roberts annonce sa retraite sportive à l'âge de 37 ans.
En 1 418 matchs joués en 14 saisons dans les majeures, dont 1 327 en 13 ans pour Baltimore, Brian Roberts a maintenu une moyenne au bâton de ,276 et une moyenne de présence sur les buts de ,347. Il a réussi 1 527 coups sûrs, dont 367 doubles et 39 triples. Avec 97 circuits, sa moyenne de puissance se chiffre à ,409. Il compte 850 points marqués, 542 points produits et 285 buts volés.

## Statistiques
| Saison | Équipe    | G    | AB   | R   | H    | 2B  | 3B | HR | RBI | SB  | BA    |
| ------ | --------- | ---- | ---- | --- | ---- | --- | -- | -- | --- | --- | ----- |
| 2001   | Baltimore | 75   | 273  | 42  | 69   | 12  | 2  | 3  | 17  | 12  | 0,253 |
| 2002   | Baltimore | 38   | 128  | 18  | 29   | 6   | 0  | 1  | 11  | 9   | 0,227 |
| 2003   | Baltimore | 112  | 460  | 65  | 124  | 22  | 4  | 5  | 41  | 23  | 0,270 |
| 2004   | Baltimore | 159  | 641  | 107 | 175  | 50  | 2  | 4  | 53  | 29  | 0,273 |
| 2005   | Baltimore | 143  | 561  | 92  | 176  | 45  | 7  | 8  | 73  | 27  | 0,314 |
| 2006   | Baltimore | 138  | 563  | 85  | 161  | 34  | 3  | 10 | 55  | 36  | 0,286 |
| 2007   | Baltimore | 156  | 621  | 103 | 180  | 42  | 5  | 12 | 57  | 50  | .290  |
| 2008   | Baltimore | 155  | 611  | 107 | 181  | 51  | 8  | 9  | 57  | 40  | .296  |
| 2009   | Baltimore | 159  | 632  | 110 | 179  | 56  | 1  | 16 | 79  | 30  | .283  |
| 2010   | Baltimore | 59   | 230  | 23  | 64   | 14  | 0  | 4  | 15  | 12  | .278  |
| Totaux | Totaux    | 1194 | 4720 | 757 | 1338 | 332 | 33 | 81 | 458 | 268 | 0,283 |

Note : G = Matches joués ; AB = Passages au bâton; R = Points ; H = Coups sûrs ; 2B = Doubles ; 3B = Triples ; 
HR = Coup de circuit ; RBI = Points produits ; SB = Buts volés ; BA = Moyenne au bâton.